# Adieu Jeunesse ! (film, 1913)
Pour les articles homonymes, voir Adieu Jeunesse.
Pour plus de détails, voir Fiche technique et Distribution.
Adieu Jeunesse ! (titre original : Addio giovinezza!) est un fil du cinéma muet italien réalisé par Nino Oxilia sorti en 1913.
Le film comporte la chanson goliardique Il commiato, paroles de Nino Oxilia et musique de Giuseppe Blanc (1909).

## Synopsis
Mario et Leone sont deux jeunes gens arrivés en ville pour entrer à l'Université. Ils habitent la même pension et deviennent amis. Tous deux tombent amoureux de Dorina qui préfère à Leone, moche et maladroit, le beau et entreprenant Mario, qui lui perd la tête pour une autre femme, Elena.

## Fiche technique
- Titre français : Adieu Jeunesse !
- Titre original : Addio giovinezza!
- Réalisation : Nino Oxilia
- Scénario : Sandro Camasio et Nino Oxilia, d'après l’opérette homonyme de Sandro Camasio et Nino Oxilia
- Maison de production : Itala Film
- Photographie : Natale Chiusano
- Genre : comédie
- Technique : film muet, noir et blanc
- Durée : 37 min environ (longueur : 1 012 mètres)
- Pays : Royaume d'Italie
- Année : 1913

## Distribution
- Alex Bernard : Leone
- Amerigo Manzini : Mario
- Nino Oxilia
- Letizia Quaranta : Elena
- Lidia Quaranta : Dorina